# 市民団体
市民団体（しみんだんたい）とは、市民が自分たちの利益向上、生活向上などのために、団結して運動を起こしたり社会の上層部などに訴えかけたりする事により、社会を特定の方向に動かす事を目的とした団体。非政府組織、非営利団体とは重なる点もあるが、より政治的な主張を用いることもあり、必ずしも無党派・中立的な団体とは限らない。利益団体の一種でもある。

## 民主団体
戦後初期は、左派を中心に「民主団体」という名称が広く用いられた。しかし、労組や左派団体間でも路線対立が起き、日本共産党系しか使わなくなっていた。特に左派系市民団体や労組内部では日本社会党との激しい主導権争いが起き、労組や市民団体の社共どちら支持かでの分裂が頻発した。そして、民主商工会、勤労者医療協会など「日本共産党の指導下にある団体」、「日本共産党の民主集中制を支持する団体」「日本共産党系外郭市民団体」を指す隠語となった。日本共産党や親日本共産党団体は戦後初期以後も公的に「民主団体」を使用し続けている。日本共産党は、同党系が内部派閥争いで負けたり、敵対関係状態の市民団体を「民主団体」と呼ばなくなる傾向にある。そのため、「民主団体」という表現自体が共産党系か、日本共産党が友好団体と見なしてる組織かの区別にも使用できる。自由民主党は機関誌「月刊自由民主」にて、1981年に「44万余の日本共産党党員、20万の民青同(日本共産党の青年団体)ならびに「民主団体」と称する日本共産党の外郭団体」への注意を怠らないようにとしている。日本共産党の元専従職員・議員秘書だった篠原常一郎によると、民主商工会(民商)や生活と健康を守る会、新日本婦人の会、民医連、平和委員会、革新懇話会など日本共産党系労組や団体に対して、日本共産党は「民主団体」と呼んでいたと明かしている。

## その他の用法
- 市民団体は、ある特定の市（自治体）に関する団体を指す場合がある。この際、自治体の名称にともない、町民団体[5]、村民団体[6]、区民団体[7]などと称することがあり、それらをまとめて住民団体と呼ばれることもある。自治体によっては、区域内の市民団体に対し、自治体の施設を優先的に使う権利を与えたり[8]、街づくりの際に意見を聴取したり[9]など、何らかの特典を与える場合がある。自治会も参照せよ。
- 産経新聞社社長の熊坂隆光によると、日本の新聞では左派団体を市民団体と書く場合があるという[10]。